# Alina Trybiło-Falana
Alina Trybiło-Falana – polska reżyserka castingowa, autorka obsady m.in. do filmu Pawła Pawlikowskiego "Ida". W 2016 roku została uhonorowana Nagrodą Weroniki Migoń dla najlepszego reżysera castingowego za film "Plac Zabaw" (reż. Bartosza Kowalskiego).

## Filmografia
źródło: FilmPolski.pl 
- Władcy przygód. Stąd do Oblivio (2019) – Tomasz Szafrański
- Kruk. Szepty słychać po zmroku (2018) – Maciej Pieprzyca
- Pomiędzy słowami (2017) – Urszula Antoniak
- Grand froid (2016) – Gérard Pautonnier
- Past Life (2016) – Avi Nesher
- Plac zabaw (2016) – Bartosz M. Kowalski
- Wspomnienie lata (2016) – Adam Guzinski
- Intruz (2015) – Magnus von Horn
- Obietnica (2014) – Anna Kazejak-Dawid
- They Chased Me Through Arizona (2014) – Matthias Huser
- Ida (2013) – Paweł Pawlikowski
- Paradoks (2012) – Grzegorz Zgliński, Igor Brejdygant, Borys Lankosz
- Wymyk (2011) – Greg Zgliński
- Cudowne lato (2010) – Ryszard Brylski
- Aleja gówniarzy (2007) – Piotr Szczepański